# Lunan (socken i Kina)
Lunan (kinesiska: 鲁南乡, 鲁南) är en socken i Kina. Den ligger i provinsen Sichuan, i den sydvästra delen av landet, omkring 470 kilometer söder om provinshuvudstaden Chengdu. Antalet invånare är 1 205. Befolkningen består av 614 kvinnor och 591 män. Barn under 15 år utgör 36 %, vuxna 15-64 år 56 %, och äldre över 65 år 6,0 %.
Genomsnittlig årsnederbörd är 1 047 millimeter. Den regnigaste månaden är juli, med i genomsnitt 266 mm nederbörd, och den torraste är januari, med 4 mm nederbörd.